# Ecografia trans-scrotale
L'ecografia trans-scrotale è una ecografia dello scroto. Viene utilizzato per la valutazione del dolore testicolare e può aiutare ad identificare masse solide.
Condizioni come l'idrocele al testicolo comportano un accumulo di liquido. Questo fluido può essere visibile grazie all'illuminazione diretta, ma l'ecografia può essere utilizzata per confermare la diagnosi.